# Ханука, Асаф
Асаф Ханука (ивр. אסף חנוכה‎, англ. Asaf Hanuka) — израильский иллюстратор и карикатурист, создавший вместе со своим братом-близнецом Томером комикс Bipolar, который был номинирован на The Will Eisner Comic Industry Awards, Harvey Awards и Ignatz Awards. Работает с крупнейшими журналами, такими как Vibe, New York Times, Harvard Business Review и Wall Street Journal. Однако лучшей своей работой считает графический роман «Пиццерия Камикадзе», сделанный по произведению Этгара Керета в 2006 году.